# Mercœur (Alto Loira)

 Mercœur (en occitano Mercuèr) es una comuna y población de Francia, en la región de Auvernia, departamento de Alto Loira, en el distrito de Brioude y cantón de Lavoûte-Chilhac.
Su población en el censo de 1999 era de 150 habitantes.
Está integrada en la Communauté de communes de la Ribeyre, Chaliergue et Margeride.

## Demografía
| 251 | 229 | 207 | 201 | 175 | 150 |
| Para los censos de 1962 a 1999 la población legal corresponde a la población sin duplicidades (Fuente: INSEE [Consultar]) |     |     |     |     |     |